# Fußball-Club Saarbrücken
El 1. F. C. Saarbrücken es un club de fútbol alemán de la ciudad de Saarbrücken, en la región del Sarre. El club fue fundado el día 18 de abril de 1903, disputa sus partidos como local en el Ludwigsparkstadion y actualmente juega en la 3. Liga, la tercera división del fútbol nacional.
El Saarbrücken fue subcampeón de liga de Alemania en dos ocasiones (1943, 1952). Localizado en la histórica región del Sarre, el club llegó a participar en el fútbol francés y fue campeón de la Ligue 2 en la temporada 1948-49 durante el Protectorado del Sarre.
Fue uno de los dieciséis equipos que participaron en la primera edición de la Copa de Europa de Clubes en 1955.

## Partidarios y rivalidades
Los ultras del 1. FC Saarbrücken mantienen una larga amistad desde 1998 con los ultras del club francés AS Nancy Lorraine. También mantuvieron relaciones amistosas con los fanáticos del Fortuna Düsseldorf.
El 1. FC Kaiserslautern y el vecino FC Homburg son considerados los mayores rivales. Más recientemente, también se han desarrollado rivalidades con Eintracht Trier y SV Elversberg.  
El club tiene numerosos grupos de seguidores: Virage Est (que significa Fondo Este en francés), Boys, SC95, Nordsaarjugend, Clique Canaille y Leone Pazzo, con alrededor de 200 a 300 personas en la sección de ultras para los partidos. Para celebrar el 110 aniversario del club el 8 de noviembre de 2014, los aficionados crearon una enorme exhibición de tifo.

## Historia
El club inició su vida deportiva como sección de fútbol del Turnverein Malstatt, fundado en 1903. Esta sección se separó en 1907 para formar un club independiente FV Malstatt-Burbach y el 1 de abril de 1909 adoptó el nombre de FV Saarbrücken. En los años 20 jugó en la Bezirksliga Rhein-Saar donde fue campeón la temporada 1927-28. No fue hasta 1935 que debutó en la Gauliga Südwest. Siendo campeón de la Gauliga Südwest-Saarpfalz en 1940 y de la Gauliga Westmark en 1943.
Después de la Segunda Guerra Mundial el club fue disuelto y refundado de nuevo en 1945 con el nombre de 1. FC Saarbrücken. Después de la ocupación del Sarre por Francia el club se unió a la Segunda División francesa en la temporada 1948/49 como FC Sarrebruck donde se proclamó campeón pero no se le permitió ascender a primera y el club abandonó la competición. En los dos años siguiente solamente disputó torneos amistosos, entre ellos uno organizado por la Internationaler Saarlandpokal. La competición se deshizo en 1952 cuando los clubes de la región ingresaron de nuevo en las competiciones alemanas.

### Gestas en DFB Pokal
En 2020 hizo historia en la DFB Pokal al ser el primer club de cuarta categoría que llega a semifinales de la Copa de Alemania, eliminando en cuartos de final al Fortuna Düsseldorf en la tanda de penaltis, y cayendo en semifinales ante el Bayer Leverkusen.
En 2024 volvió a repetir la gesta en la DFB Pokal al ser el único club de 3. Liga en llegar más lejos eliminando consecutivamente a tres equipos de Primera División: Bayern de Múnich, Eintracht Fráncfort y al Borussia Mönchengladbach en su partido de cuartos de final, volviendo de nuevo a semifinales del certamen.

## Uniforme

### Evolución: Titular
| 2019–20 | 2020–21 | 2021–22 | 2022–23 | 2023–24 | 2024–25 |

## Palmarés

### Torneos nacionales
- Bezirksliga Rheinhessen-Saar (1): 1926
- Bezirksliga Rhein-Saar División Saar (1): 1928
- Gauliga Westmark (2): 1943, 1944 (como KSG Saarbrücken)
- Ehrenliga Saarland (1): 1951
- Oberliga Südwest (1): 1961
- Ligue 2 (1): 1949
- Regionalliga Südwest (2): 1965, 2020
- 2. Bundesliga Süd (1): 1976
- 2. Bundesliga Grupo Sur (1): 1992
- Oberliga Südwest (2): 1983, 2009
- Regionalliga West/Südwest (1): 2000
- Regionalliga West (1): 2010
- Saarland Cup (10): 1997, 1998, 1999, 2000, 2002, 2004, 2011, 2012, 2013, 2019